# Johannes Zollner
Johannes Zollner († 18. Februar 1545 in Leoben) war Propst des Stiftes Griffen, Abt des Stiftes Rein und Weihbischof in Regensburg.

## Leben
Johannes Zollner war ein Bruder des Hofkammermeisters Veit Zollner zu Maßenberg. Er war zuerst Weltpriester, dann Chorherr im Prämonstratenserstift Griffen in Kärnten. 1517 wurde er Hofkaplan Kaiser Maximilians I., 1521 Koadjutor von Griffen, 1529 Propst.
1529 zum Abt von Rein bestellt, betrachtete er das Stift als Privateigentum, dessen Einkünfte er abzweigte und dessen Güter er verschleuderte, u. a. an seinen Bruder Veit. 1531 erreichte er die Nominierung zum Weihbischof in Regensburg durch Papst Clemens VII. Als eine landesfürstliche Kommission 1533 seine Wirtschaftsführung und seinen Lebenswandel untersuchen wollte, resignierte er und setzte sich mit der Klosterkasse und anderen Kostbarkeiten nach Regensburg ab.
Nirgends bewährt, starb er 1545 in Leoben. Sein Grabstein befindet sich in der Stadtpfarrkirche St. Xaver in Leoben.